# Puntanals
El Puntanals és una muntanya de 64 metres que es troba al municipi de Palau-sator, a la comarca catalana del Baix Empordà.